# NGC 6183
NGC 6183 (другие обозначения — ESO 69-8, PGC 58785) — спиральная галактика (Sa) в созвездии Южный Треугольник.
Этот объект входит в число перечисленных в оригинальной редакции «Нового общего каталога».